# فرمان بزرگ (فیلم)
فرمان بزرگ (انگلیسی: The Great Commandment) فیلمی آمریکایی به کارگردانی اروینگ پیکل است که در سال ۱۹۳۹ منتشر شد.